# 2158 Тітьєн
2158 Тітьєн (2158 Tietjen) — астероїд головного поясу, відкритий 24 липня 1933 року.
Тіссеранів параметр щодо Юпітера — 3,206.
Названо на честь Фрідриха Тітьєна (нім. Friedrich Tietjen, 1834-1895) — німецького астронома.